# Oseas Schadaeus
Oseas Schadaeus (* 12. April 1586 in Straßburg; † 27. Dezember 1626) war ein lutherischer Geistlicher und Chronist im Elsass.

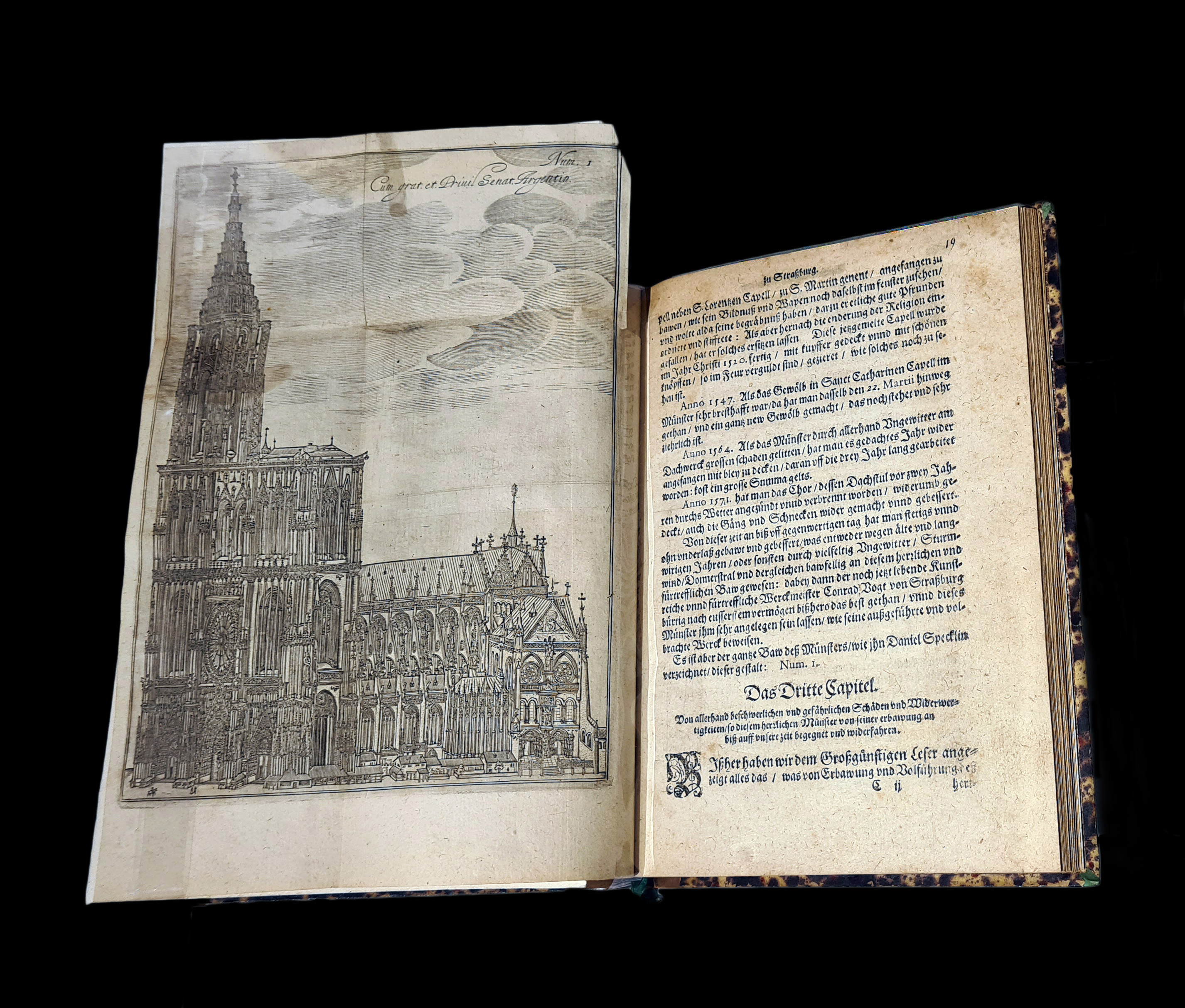
Summum Argentoratensium templum (1617)

Schdaeus, ein Sohn des Münsterpredigers Elias Schadaeus, wurde nach seiner Promotion Pfarrer in verschiedenen Orten der Region und zuletzt ab 1613 Diaconus an Alt-St.-Peter, ab 1622 Pfarrer an der Nikolaikirche in Straßburg.
Er war Autor des 1617 erschienenen Summum Argentoratensium templum, einer Beschreibung des Straßburger Münsters. Mit seinen Beschreibungen und Kupferstichen war das Werk einer der ersten illustrierten „Reiseführer“, die sich nur einem Ort oder Gebäude widmen. Es wurde von Lazari Zetzners Erben in Straßburg herausgegeben.
Schadaeus gab auch eine deutsche Fassung der Straßburger Chronik von Johannes Sleidanus heraus, mit einer Fortsetzung bis in seine Zeit. Daneben verfasste er kontroverstheologische Schriften gegen die Jesuiten.
Schadaeus ist die latinisierte Version seines deutschen Nachnamens Schad.